# 왕중 (소부)
왕중(王中, ? ~ ?)은 전한 후기의 학자이자 관료로, 낭야군 사람이다.

## 행적
동해 사람 엄팽조를 사사하였고, 원제 때 소부를 지냈다.
왕중은 《한서》 권19에서 다룬 역대 소부 명단에서 누락되어 있기 때문에, 소부를 지낸 정확한 시점은 알려져 있지 않다.

## 학통 계승
왕중은 같은 군 사람 공손문(公孫文)과 동문운(東門雲)을 가르쳤다.

### 공손문
동평태부(東平太傅)를 지냈으며, 수많은 제자를 거느렸다.

### 동문운
형주자사를 지냈으나, 강수(江水)의 도적들에 관한 문제로 인하여 하옥되고 죽었다.

## 출전
- 반고, 《한서》 권88 유림전(儒林傳)

| 전임 (불명) | 전한의 소부 (원제 시기) | 후임 (불명) |